# Příhody kocourka Damiána
Příhody kocourka Damiána je československý animovaný televizní seriál z roku 1988 vysílaný v rámci Večerníčku. Autorem knižní předlohy byl spisovatel Václav Čtvrtek. Do scénáře knihu převedla Marie Kšajtová. Seriál nakreslili Jiří Kalousek a Šárka Ziková. Za kamerou stáli Zdeněk Pospíšil a Jiří Ševčík. Hudbu složil Vladimír Merta. Pohádky namluvil Pavel Zedníček. Režii obstaral Jiří Tyller. Bylo natočeno 9 epizod v rozmezí 8 až 9 minut.
Jedná se o ploškový animovaný seriál natočený ve Studiu Jiřího Trnky. Hlavním hrdinou je kocourek Damiánek s bráškou Žužlíkem, mezi ostatními postavami jsou například zlá bitevní kočka Pitipačka nebo bernardýn Havrda.

## Seznam dílů
1. Jak vyhrál nad bitevní kočkou
2. Jak šel pro brousek
3. Jak učil Žužlíka chytat mouchy
4. Jak dělal muziku
5. Jak zachránil měsíc
6. Jak byli na výstavě
7. Jak měl být z Damiána loupežník
8. Jak Damián potkal pinčlíka Amálku
9. Jak Damián vyhnal všechny myši